# 長峰村 (大分県)
長峰村（ながみねむら）は、大分県宇佐郡にあった村。現在の宇佐市の一部にあたる。

## 地理
中津平野の中央部、耶馬渓溶岩台地の北部に位置していた。
- 河川：五十石川[2]

## 歴史
- 1889年（明治22年）4月1日、町村制の施行により、宇佐郡大根川村、佐野村、木部村、清水村、今仁村、赤尾村が合併して村制施行し、長峰村が発足[1][2]。旧村名を継承した大根川、佐野、木部、清水、今仁、赤尾の6大字を編成[2]。
- 1906年（明治39年）長峰村信用購買組合（大字佐野）設立[2]
- 1918年（大正7年）西部信用組合（大字大根川）設立[2]
- 1954年（昭和29年）3月31日、宇佐郡四日市町、天津村、横山村、麻生村、糸口村、高家村、八幡村と合併し、四日市町が存続して廃止された[1][2]。

## 産業
- 農業、林産[2]

## 教育
- 1915年（大正4年）村立農業補習学校開校[2]